# Элементная тетрада
Элементная тетрада (англ. The Elemental Tetrad) — фреймворк для проектирования и анализа игр, разработанный геймдизайнером Джесси Шеллом в 2008 году. Фреймворк состоит из четырёх элементов: механика, история, эстетика, технология.

## Описание
Механика — это процедуры и правила игры. Механика описывает цель игры, и то как игроки могут или же не могут её достичь, и что происходит, когда они пытаются.
История — последовательность событий, разворачивающихся в игре. Она может быть линейной и последовательной или возникать и меняться во время игрового процесса.
Эстетика — то как игра выглядит, звучит, «пахнет», «чувствуется на вкус» и ощущается. Этот элемент наиболее очевиден для игроков и способствует погружению в вымышленный мир игры.
Технология — любые материалы и взаимодействия, которые делают игру возможной, от бумаги и карандашей до компьютеризированного оборудования. Этот элемент устанавливает ограничения для других элементов, а также должен направлять процесс проектирования таким образом, чтобы он синхронизировался с этими ограничениями.